# Neuroleon distichus
Neuroleon distichus är en insektsart som först beskrevs av Navás 1903.  Neuroleon distichus ingår i släktet Neuroleon och familjen myrlejonsländor. Inga underarter finns listade i Catalogue of Life.